# 光體積變化描記圖法
光體積變化描記圖法（英語：Photoplethysmography, PPG）是以光學的方式取得的器官體積描記圖，一般通过脈搏血氧儀來照射皮膚并測量光吸收的變化量来实现。一般的脈膊血氧儀是用來偵測血液灌注到真皮與皮下組織的狀況。
隨著每个心跳週期，心臟將血液傳送到身體周边。虽然這個脈膊壓到達皮膚時有所衰減，但此脈膊壓足以使動脈和小動脈在皮下組織中擴張。如果脈搏血氧儀沒有壓迫皮膚，脈膊壓的第二波峰可以在靜脈叢中看到。
使用發光二極體的光线照射皮膚，并用光電二極管測量光透射或反射到的光量，就可以得到一张表示脈衝壓引起的體積變化的图表。因為流向皮膚的血液可以被多種其他生理系統調節，PPG也可以用來監測呼吸、血容量不足及其他循環狀況。 另外，PPG波形的形狀會隨著受試者的不同而不同，同時也與脈搏血氧儀所放置的位置和方式而有所不同。

## PPG量測

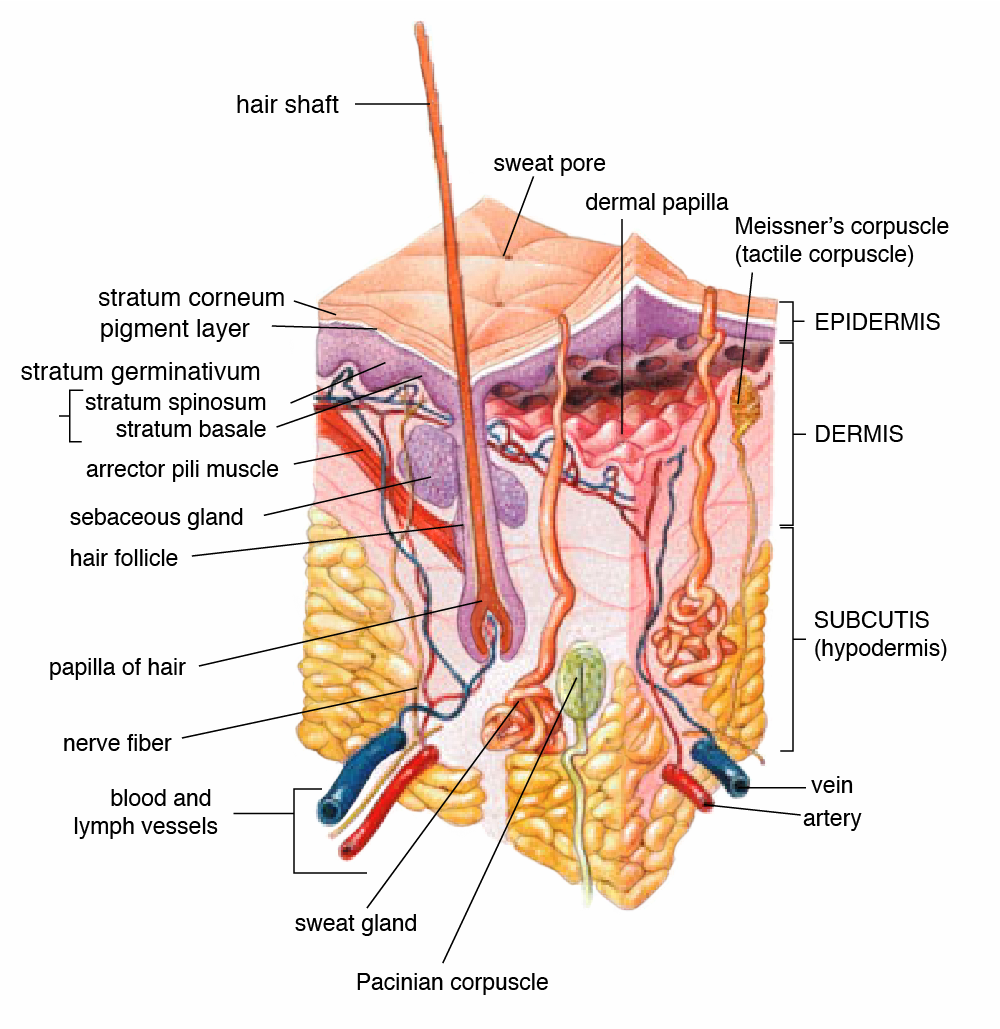
人體皮膚示意圖

脈搏血氧飽和儀是常用的醫療設施，PPG是由脈搏血氧儀所衍生出來，但卻很少被提到，其名義上是用來處理心跳。PPG可以由透射吸收(如在指尖)、或反射(如放在額頭)的方式取得。
在門診設置中，脈搏血氧儀通常佩戴在手指上。然而在休克或體溫過低等情況下，血流至末稍的流量會減少，可能會導致PPG無法辨別心臟脈搏。 在這種情況下，PPG可以透過放在頭部的脈搏血氧儀，最常見的部位是耳朵，鼻中隔和前額來取得。 
PPG也可由下列地方取得：
- 陰道
- 陰蒂
- 食道

運動僞影已經被認定為會影響運動或自由活動情況下影響資料準確的一項限制因素。

## 應用

### 心跳與心跳週期監測
因為皮膚是如此飽滿的被灌注，因此檢測心動週期的脈動是相對容易。信號的DC成份會被皮膚組織大量吸收，而AC成份會因由心跳週期的脈膊壓而引起的皮膚血量的變化。
光體積變化描記圖的AC成份之高度是與脈膊壓是成比例的，即動脈收縮壓和舒張壓之間的差異。如圖所示心室早期收縮，有心室早期收縮之心跳週其PPG脈膊會呈現在比較低的振幅血壓，心室性心搏過速和心室纖維颤動同樣可被偵測。

### 呼吸監測
呼吸經由肋膜壓力也就是胸壁與肺之間壓力的改變也會影響心跳週期。由於心臟位於肺部的胸腔內，吸氣和呼氣的分壓對腔靜脈的壓力和右心房的充盈有很大的影響。這種影響通常被稱為正常竇性心律失常。
在吸氣過程中，胸腔內壓力下降高達4毫米汞柱，這擴大了右心房，允許更快地從腔靜脈充盈，增加心室前負荷，但減少每搏輸出量。相反地，呼氣期間，心臟被壓縮，心臟效率降低，心搏量增加。 當呼吸頻率和深度增加時，靜脈回流增加，導致心輸出量增加。

### 監測麻醉深度
麻醉科醫生經常需要主觀地判斷一個病人為了手術是否已經充分麻醉了。如數據所示，若患者沒有充分麻醉，交感神經系統對切口的反應可以在PPG的幅度中立即產生反應。

### 監測低血量與高血量
Shamir, Eidelman, et al.研究在手術前吸取與除去患者10%的血液量用於血庫之交互影響。他們發現失血可以從脈搏血氧儀和動脈導管的光電血管容積圖中檢測到。當心臟壓縮時，呼氣期間心臟前負荷減少引起的心臟脈搏幅度下降。

## 光體積變化描記圖法
光體積變化描記圖法 是以光學的方式以取得體積描記，器官的體積量測。

## 外部連結
- A student project: building a device for collecting PPGs （页面存档备份，存于）
- A free application for contactless photoplethysmogram measurements by means of Webcam （页面存档备份，存于）